# Phare d'Avilés
Le phare d'Avilés ou phare de san Juan (Faru d'Avilés en asturien) est un phare situé sur la rive nord de la Ría de Avilés dans la paroisse civile de Laviana de la commune de Gozón , dans la province des Asturies en Espagne.
Il est géré par l'autorité portuaire d'Avilés.

## Histoire
Sa construction a commencé en 1861 et il a été mis en service le 31 août 1863. Dans un premier temps, il avait projeté de le construire sur Punta de la Horcada, de sorte que les bateaux puissent aussi utiliser la lumière du phare de Cabo Peñas en arrivant du large avant de se préparer à leur entrée dans le port d'Avilés. Mais cet endroit a été jugé trop exposé et la Punta del Castillo a été définitivement préféré.
C'est une tour tronquée en pierre, avec galerie et lanterne, attachée sur le côté nord d'un bâtiment d'un étage. La tour est en brique non peinte et pierre, la lanterne est couleur argent métallisé. Une maison d'un gardien de deux étages est adjacente au phare.
En 1863, la lumière fixe rouge est produite par une lampe à l'huile d'olive rouge visible jusqu'à 10 milles nautiques. En 1882, la lampe est alimentée à la paraffine. Par la suite, un système rotatif et un écran dioptrique de verre rouge, permet d'avoir un feu à occultations émettant une lumière blanche avec un secteur rouge.
En 1940, le phare a été électrifié et en 1944 il est équipé d'une sirène électromagnétique sur le sommet de la tour. Elle émet, en code morse, la lettre A (. -) toutes les 30 secondes.
En 1957, une nouvelle lanterne est installée tout en gardant la même caractéristique mais visible à plus de 17 milles nautiques pour le rouge et 20 milles pour le blanc..
Identifiant : ARLHS : SPA128 ; ES-02100 - Amirauté : D1630 - NGA : 2240.
|          |
| Le phare |

|                    |
| Punta del Castillo |